# Tour de Norvège féminin 2019
La 6e édition du Tour de Norvège féminin a lieu du 22 août au 25 août 2019. La course est la vingtième manche de l'UCI World Tour. Elle se déroule à Halden une semaine après l'Open de Suède Vårgårda, ville qui se trouve à deux cents kilomètres de là. 
La première étape est remportée au sprint par Lorena Wiebes. Le lendemain, Marianne Vos sort à plusieurs reprises dans le final pour venir s'imposer seule et s'emparer du maillot jaune. Sur la deuxième étape, elle profite des pentes raides menant au fort de Fredriksten pour sortir avec Coryn Rivera avant de la devancer. La Néerlandaise remporte la dernière étape au sprint et ainsi la victoire finale. Coryn Rivera est deuxième et Leah Kirchmann troisième. Emilie Moberg est la meilleure sprinteuse, Soraya Paladin la meilleure grimpeuse, Lorena Wiebes la meilleure jeune et Susanne Andersen la meilleure Norvégienne.

## Parcours
La première étape débute à la maison d'Edvard Munch. La troisième étape se conclut par deux passages consécutifs de la côte menant au fort de Fredriksten.

## Équipes
| Équipes féminines professionnelles (19)- Alé Cipollini - BePink - Boels Dolmans - BTC City Ljubljana - Canyon-SRAM Racing - CCC-Liv - Doltcini-Van Eyck Sport - Drops - FDJ-Nouvelle Aquitaine-Futuroscope - Hitec Products - Mitchelton-Scott - Movistar Team - Parkhotel Valkenburg-Destil - Rally UHC Cycling Women - Sunweb Women - Tibco-Silicon Valley Bank - Trek-Segafredo - Valcar Cylance - Virtu Cycling Women Équipe nationale- Norvège |
| |

## Étapes
| Étape     | Date    | Villes étapes                    | type            | Distance (km) | Vainqueur d'étape | Leader du classement général |
| --------- | ------- | -------------------------------- | --------------- | ------------- | ----------------- | ---------------------------- |
| 1re étape | 22 août | Åsgårdstrand – Horten            | étape de plaine | 128           | Lorena Wiebes     | Lorena Wiebes                |
| 2e étape  | 23 août | Mysen – Askim                    | étape vallonnée | 133,6         | Marianne Vos      | Marianne Vos                 |
| 3e étape  | 24 août | Moss – Halden                    | étape de plaine | 125,2         | Marianne Vos      | Marianne Vos                 |
| 4e étape  | 25 août | Vieux pont de Svinesund – Halden | étape de plaine | 156,2         | Marianne Vos      | Marianne Vos                 |

## Déroulement de la course

### 1reétape
L'étape, pluvieuse, est d'abord animée par Julie Solvang, mais elle ne parvient pas à sortir. Au kilomètre cinquante, Anastasia Chursina attaque et obtient jusqu'à vingt-six secondes d'avance. Elle est néanmoins reprise huit kilomètres plus loin. Les attaques se succèdent jusqu'à trente-deux kilomètres de l'arrivée. La formation Sunweb profite du vent pour provoquer une bordure. Cela réduit le peloton à une quarantaine d'unités. À treize kilomètres de la ligne, un groupe sort. Il est constitué de : Floortje Mackaij, Ruth Winder, Christine Majerus, Marta Lach et Hannah Barnes, bientôt complété avec Aude Biannic. Le groupe est repris à huit kilomètres du but. Dans le final, Juliette Labous, Franziska Koch et Anna Henderson  chutent. Cela retarde entre autres Marianne Vos et Coryn Rivera. Au sprint, Chloe Hosking lance, mais c'est Lorena Wiebes qui se montre la plus rapide.
| \| Classement de l'étape \| Classement de l'étape \| Classement de l'étape \| Classement de l'étape \| Classement de l'étape \| \| Coureuse \| Coureuse \| Pays \| Équipe \| Temps \| \| --------------------- \| --------------------- \| --------------------- \| ---------------------------------- \| --------------------- \| \| 1re \| Lorena Wiebes \| Pays-Bas \| Parkhotel Valkenburg \| 3 h 16 min 27 s \| \| 2e \| Chloe Hosking \| Australie \| Alé Cipollini \| + 0 s \| \| 3e \| Amalie Dideriksen \| Danemark \| Boels Dolmans \| + 0 s \| \| 4e \| Letizia Paternoster \| Italie \| Trek-Segafredo \| + 0 s \| \| 5e \| Marianne Vos \| Pays-Bas \| CCC-Liv \| + 0 s \| \| 6e \| Susanne Andersen \| Norvège \| Sunweb \| + 0 s \| \| 7e \| Sheyla Gutiérrez \| Espagne \| Movistar Team \| + 0 s \| \| 8e \| Sarah Roy \| Australie \| Mitchelton-Scott \| + 0 s \| \| 9e \| Marta Bastianelli \| Italie \| Virtu Cycling Women \| + 0 s \| \| 10e \| Eugénie Duval \| France \| FDJ-Nouvelle Aquitaine-Futuroscope \| + 0 s \| |                     |           |                                    |                 |
| |                     |           |                                    |                 |
| Source : ProCyclingStats |                     |           |                                    |                 |
| Classement de l'étape |                     |           |                                    |                 |
| Coureuse | Coureuse            | Pays      | Équipe                             | Temps           |
| 1re | Lorena Wiebes       | Pays-Bas  | Parkhotel Valkenburg               | 3 h 16 min 27 s |
| 2e | Chloe Hosking       | Australie | Alé Cipollini                      | + 0 s           |
| 3e | Amalie Dideriksen   | Danemark  | Boels Dolmans                      | + 0 s           |
| 4e | Letizia Paternoster | Italie    | Trek-Segafredo                     | + 0 s           |
| 5e | Marianne Vos        | Pays-Bas  | CCC-Liv                            | + 0 s           |
| 6e | Susanne Andersen    | Norvège   | Sunweb                             | + 0 s           |
| 7e | Sheyla Gutiérrez    | Espagne   | Movistar Team                      | + 0 s           |
| 8e | Sarah Roy           | Australie | Mitchelton-Scott                   | + 0 s           |
| 9e | Marta Bastianelli   | Italie    | Virtu Cycling Women                | + 0 s           |
| 10e | Eugénie Duval       | France    | FDJ-Nouvelle Aquitaine-Futuroscope | + 0 s           |

| \| Classement général \| Classement général \| Classement général \| Classement général \| Classement général \| \| Coureuse \| Coureuse \| Pays \| Équipe \| Temps \| \| ------------------ \| ------------------- \| ------------------ \| ---------------------------------- \| ------------------ \| \| 1re \| Lorena Wiebes \| Pays-Bas \| Parkhotel Valkenburg \| 3 h 16 min 17 s \| \| 2e \| Chloe Hosking \| Australie \| Alé Cipollini \| + 4 s \| \| 3e \| Amalie Dideriksen \| Danemark \| Boels Dolmans \| + 6 s \| \| 4e \| Letizia Paternoster \| Italie \| Trek-Segafredo \| + 10 s \| \| 5e \| Marianne Vos \| Pays-Bas \| CCC-Liv \| + 10 s \| \| 6e \| Susanne Andersen \| Norvège \| Sunweb \| + 10 s \| \| 7e \| Sheyla Gutiérrez \| Espagne \| Movistar Team \| + 10 s \| \| 8e \| Sarah Roy \| Australie \| Mitchelton-Scott \| + 10 s \| \| 9e \| Marta Bastianelli \| Italie \| Virtu Cycling Women \| + 10 s \| \| 10e \| Eugénie Duval \| France \| FDJ-Nouvelle Aquitaine-Futuroscope \| + 10 s \| |                     |           |                                    |                 |
| |                     |           |                                    |                 |
| Source : ProCyclingStats |                     |           |                                    |                 |
| Classement général |                     |           |                                    |                 |
| Coureuse | Coureuse            | Pays      | Équipe                             | Temps           |
| 1re | Lorena Wiebes       | Pays-Bas  | Parkhotel Valkenburg               | 3 h 16 min 17 s |
| 2e | Chloe Hosking       | Australie | Alé Cipollini                      | + 4 s           |
| 3e | Amalie Dideriksen   | Danemark  | Boels Dolmans                      | + 6 s           |
| 4e | Letizia Paternoster | Italie    | Trek-Segafredo                     | + 10 s          |
| 5e | Marianne Vos        | Pays-Bas  | CCC-Liv                            | + 10 s          |
| 6e | Susanne Andersen    | Norvège   | Sunweb                             | + 10 s          |
| 7e | Sheyla Gutiérrez    | Espagne   | Movistar Team                      | + 10 s          |
| 8e | Sarah Roy           | Australie | Mitchelton-Scott                   | + 10 s          |
| 9e | Marta Bastianelli   | Italie    | Virtu Cycling Women                | + 10 s          |
| 10e | Eugénie Duval       | France    | FDJ-Nouvelle Aquitaine-Futuroscope | + 10 s          |

### 2eétape
Une échappée de quatre coureuses sort. Elle est reprise avant le sprint intermédiaire que remporte Emilie Moberg. Soraya Paladin gagne le prix de la montagne. Diana Peñuela attaque seule ensuite. Elle est reprise quelques kilomètres plus loin. Moberg gagne le deuxième sprint intermédiaire. Anna Henderson réalise l'offensive suivante, mais sans succès. Grace Brown sort à vingt-trois kilomètres de l'arrivée. Elle est suivie par : Jeanne Korevaar, Ruth Winder, Barbara Guarischi, Katarzyna Niewiadoma, Christine Majerus et Floortje Mackaij. Un regroupement général a néanmoins lieu quatre kilomètres plus loin. Lorena Wiebes est victime d'une chute peu après. Elle remonte sur le vélo. Dans la côte du circuit final, Alena Amialiusik accélère avec Marianne Vos, Ruth Winder et Soraya Paladin. Leah Kirchmann revient sur elles dans un second temps. Le groupe coopère bien. À dix kilomètres de l'arrivée, la Mitchelton-Scott revient sur les fuyardes. Grace Brown contre avec Marianne Vos dans la roue. À six kilomètres du but, Marianne Vos profite d'une descente technique suivie d'un raidillon pour distancer le peloton. Elle reste en tête jusqu'à l'arrivée avec une marge minimale. Lorena Wiebes est septième mais perd le maillot jaune.
| \| Classement de l'étape \| Classement de l'étape \| Classement de l'étape \| Classement de l'étape \| Classement de l'étape \| \| Coureuse \| Coureuse \| Pays \| Équipe \| Temps \| \| --------------------- \| --------------------- \| --------------------- \| --------------------- \| --------------------- \| \| 1re \| Marianne Vos \| Pays-Bas \| CCC-Liv \| 3 h 19 min 33 s \| \| 2e \| Alice Barnes \| Royaume-Uni \| Canyon-SRAM Racing \| + 0 s \| \| 3e \| Marta Bastianelli \| Italie \| Virtu Cycling Women \| + 0 s \| \| 4e \| Coryn Rivera \| États-Unis \| Sunweb \| + 0 s \| \| 5e \| Letizia Paternoster \| Italie \| Trek-Segafredo \| + 0 s \| \| 6e \| Chloe Hosking \| Australie \| Alé Cipollini \| + 0 s \| \| 7e \| Lorena Wiebes \| Pays-Bas \| Parkhotel Valkenburg \| + 0 s \| \| 8e \| Aude Biannic \| France \| Movistar Team \| + 0 s \| \| 9e \| Eugenia Bujak \| Slovénie \| BTC City Ljubljana \| + 0 s \| \| 10e \| Ilaria Sanguineti \| Italie \| Valcar Cylance \| + 0 s \| |                     |             |                      |                 |
| |                     |             |                      |                 |
| Source : ProCyclingStats |                     |             |                      |                 |
| Classement de l'étape |                     |             |                      |                 |
| Coureuse | Coureuse            | Pays        | Équipe               | Temps           |
| 1re | Marianne Vos        | Pays-Bas    | CCC-Liv              | 3 h 19 min 33 s |
| 2e | Alice Barnes        | Royaume-Uni | Canyon-SRAM Racing   | + 0 s           |
| 3e | Marta Bastianelli   | Italie      | Virtu Cycling Women  | + 0 s           |
| 4e | Coryn Rivera        | États-Unis  | Sunweb               | + 0 s           |
| 5e | Letizia Paternoster | Italie      | Trek-Segafredo       | + 0 s           |
| 6e | Chloe Hosking       | Australie   | Alé Cipollini        | + 0 s           |
| 7e | Lorena Wiebes       | Pays-Bas    | Parkhotel Valkenburg | + 0 s           |
| 8e | Aude Biannic        | France      | Movistar Team        | + 0 s           |
| 9e | Eugenia Bujak       | Slovénie    | BTC City Ljubljana   | + 0 s           |
| 10e | Ilaria Sanguineti   | Italie      | Valcar Cylance       | + 0 s           |

| \| Classement général \| Classement général \| Classement général \| Classement général \| Classement général \| \| Coureuse \| Coureuse \| Pays \| Équipe \| Temps \| \| ------------------ \| ------------------- \| ------------------ \| -------------------- \| ------------------ \| \| 1re \| Marianne Vos \| Pays-Bas \| CCC-Liv \| 6 h 35 min 50 s \| \| 2e \| Lorena Wiebes \| Pays-Bas \| Parkhotel Valkenburg \| + 0 s \| \| 3e \| Chloe Hosking \| Australie \| Alé Cipollini \| + 4 s \| \| 4e \| Marta Bastianelli \| Italie \| Virtu Cycling Women \| + 6 s \| \| 5e \| Amalie Dideriksen \| Danemark \| Boels Dolmans \| + 6 s \| \| 6e \| Letizia Paternoster \| Italie \| Trek-Segafredo \| + 10 s \| \| 7e \| Aude Biannic \| France \| Movistar Team \| + 10 s \| \| 8e \| Eugenia Bujak \| Slovénie \| BTC City Ljubljana \| + 10 s \| \| 9e \| Floortje Mackaij \| Pays-Bas \| Sunweb \| + 10 s \| \| 10e \| Sheyla Gutiérrez \| Espagne \| Movistar Team \| + 10 s \| |                     |           |                      |                 |
| |                     |           |                      |                 |
| Source : ProCyclingStats |                     |           |                      |                 |
| Classement général |                     |           |                      |                 |
| Coureuse | Coureuse            | Pays      | Équipe               | Temps           |
| 1re | Marianne Vos        | Pays-Bas  | CCC-Liv              | 6 h 35 min 50 s |
| 2e | Lorena Wiebes       | Pays-Bas  | Parkhotel Valkenburg | + 0 s           |
| 3e | Chloe Hosking       | Australie | Alé Cipollini        | + 4 s           |
| 4e | Marta Bastianelli   | Italie    | Virtu Cycling Women  | + 6 s           |
| 5e | Amalie Dideriksen   | Danemark  | Boels Dolmans        | + 6 s           |
| 6e | Letizia Paternoster | Italie    | Trek-Segafredo       | + 10 s          |
| 7e | Aude Biannic        | France    | Movistar Team        | + 10 s          |
| 8e | Eugenia Bujak       | Slovénie  | BTC City Ljubljana   | + 10 s          |
| 9e | Floortje Mackaij    | Pays-Bas  | Sunweb               | + 10 s          |
| 10e | Sheyla Gutiérrez    | Espagne   | Movistar Team        | + 10 s          |

### 3eétape
Shannon Malseed attaque au bout de quinze kilomètres. Elle obtient près de six minutes d'avance au bout de cinquante kilomètres. À environ cinquante-cinq kilomètres de l'arrivée, les équipes Mitchelton-Scott et Canyon-SRAM commencent la poursuite. Une chute massive a lieu dans le peloton. Malseed est reprise à environ dix-sept kilomètres de l'arrivée. Franziska Koch attaque avant la première ascension vers le fort Fredriksten mais est reprise dans ses pentes. Stine Borgli mène la montée, mais Marianne Vos y attaque. Katarzyna Niewiadoma et Ruth Winder tentent de suivre, mais seule Coryn Rivera parvient à accompagner la Néerlandaise. Elles coopèrent durant la partie plate. Derrière, Niewiadoma sort avec Floortje Mackaij. Dans la dernière ascension, Coryn Rivera et Marianne Vos s'observent. Finalement, cette dernière s'impose.
| \| Classement de l'étape \| Classement de l'étape \| Classement de l'étape \| Classement de l'étape \| Classement de l'étape \| \| Coureuse \| Coureuse \| Pays \| Équipe \| Temps \| \| --------------------- \| --------------------- \| --------------------- \| ------------------------- \| --------------------- \| \| 1re \| Marianne Vos \| Pays-Bas \| CCC-Liv \| 3 h 24 min 20 s \| \| 2e \| Coryn Rivera \| États-Unis \| Sunweb \| + 5 s \| \| 3e \| Demi Vollering \| Pays-Bas \| Parkhotel Valkenburg \| + 11 s \| \| 4e \| Leah Kirchmann \| Canada \| Sunweb \| + 11 s \| \| 5e \| Katarzyna Niewiadoma \| Pologne \| Canyon-SRAM Racing \| + 11 s \| \| 6e \| Lucy Kennedy \| Australie \| Mitchelton-Scott \| + 13 s \| \| 7e \| Floortje Mackaij \| Pays-Bas \| Sunweb \| + 15 s \| \| 8e \| Mavi García \| Espagne \| Movistar Team \| + 17 s \| \| 9e \| Soraya Paladin \| Italie \| Alé Cipollini \| + 17 s \| \| 10e \| Vita Heine \| Norvège \| Hitec Products-Birk Sport \| + 17 s \| |                      |            |                           |                 |
| |                      |            |                           |                 |
| Source : ProCyclingStats |                      |            |                           |                 |
| Classement de l'étape |                      |            |                           |                 |
| Coureuse | Coureuse             | Pays       | Équipe                    | Temps           |
| 1re | Marianne Vos         | Pays-Bas   | CCC-Liv                   | 3 h 24 min 20 s |
| 2e | Coryn Rivera         | États-Unis | Sunweb                    | + 5 s           |
| 3e | Demi Vollering       | Pays-Bas   | Parkhotel Valkenburg      | + 11 s          |
| 4e | Leah Kirchmann       | Canada     | Sunweb                    | + 11 s          |
| 5e | Katarzyna Niewiadoma | Pologne    | Canyon-SRAM Racing        | + 11 s          |
| 6e | Lucy Kennedy         | Australie  | Mitchelton-Scott          | + 13 s          |
| 7e | Floortje Mackaij     | Pays-Bas   | Sunweb                    | + 15 s          |
| 8e | Mavi García          | Espagne    | Movistar Team             | + 17 s          |
| 9e | Soraya Paladin       | Italie     | Alé Cipollini             | + 17 s          |
| 10e | Vita Heine           | Norvège    | Hitec Products-Birk Sport | + 17 s          |

| \| Classement général \| Classement général \| Classement général \| Classement général \| Classement général \| \| Coureuse \| Coureuse \| Pays \| Équipe \| Temps \| \| ------------------ \| -------------------- \| ------------------ \| -------------------- \| ------------------ \| \| 1re \| Marianne Vos \| Pays-Bas \| CCC-Liv \| 10 h 00 min 00 s \| \| 2e \| Coryn Rivera \| États-Unis \| Sunweb \| + 19 s \| \| 3e \| Leah Kirchmann \| Canada \| Sunweb \| + 31 s \| \| 4e \| Katarzyna Niewiadoma \| Pologne \| Canyon-SRAM Racing \| + 31 s \| \| 5e \| Lorena Wiebes \| Pays-Bas \| Parkhotel Valkenburg \| + 32 s \| \| 6e \| Floortje Mackaij \| Pays-Bas \| Sunweb \| + 35 s \| \| 7e \| Christine Majerus \| Luxembourg \| Boels Dolmans \| + 45 s \| \| 8e \| Marta Bastianelli \| Italie \| Virtu Cycling Women \| + 48 s \| \| 9e \| Riejanne Markus \| Pays-Bas \| CCC-Liv \| + 50 s \| \| 10e \| Hanna Nilsson \| Suède \| BTC City Ljubljana \| + 50 s \| |                      |            |                      |                  |
| |                      |            |                      |                  |
| Source : ProCyclingStats |                      |            |                      |                  |
| Classement général |                      |            |                      |                  |
| Coureuse | Coureuse             | Pays       | Équipe               | Temps            |
| 1re | Marianne Vos         | Pays-Bas   | CCC-Liv              | 10 h 00 min 00 s |
| 2e | Coryn Rivera         | États-Unis | Sunweb               | + 19 s           |
| 3e | Leah Kirchmann       | Canada     | Sunweb               | + 31 s           |
| 4e | Katarzyna Niewiadoma | Pologne    | Canyon-SRAM Racing   | + 31 s           |
| 5e | Lorena Wiebes        | Pays-Bas   | Parkhotel Valkenburg | + 32 s           |
| 6e | Floortje Mackaij     | Pays-Bas   | Sunweb               | + 35 s           |
| 7e | Christine Majerus    | Luxembourg | Boels Dolmans        | + 45 s           |
| 8e | Marta Bastianelli    | Italie     | Virtu Cycling Women  | + 48 s           |
| 9e | Riejanne Markus      | Pays-Bas   | CCC-Liv              | + 50 s           |
| 10e | Hanna Nilsson        | Suède      | BTC City Ljubljana   | + 50 s           |

### 4eétape
La première attaque est celle d'Ursa Pintar après soixante kilomètres. Elle obtient un avantage d'une minute dix, mais est reprise dix kilomètres plus loin. Un groupe constitué de Diana Peñuela, Margarita Victoria Garcia et Silvia Pollicini part ensuite. Leur avance atteint une minute quarante. Elles sont reprises à trente kilomètres de la fin. La montée vers le fort de Fredriksten provoque un éparpillement du peloton. Dans la descente, Moniek Tenniglo part. Elle est reprise à sept kilomètres du but. Sarah Roy contre-attaque et est revue aux deux kilomètres. Au sprint, Marianne Vos devance Lorena Wiebes et Coryn Rivera.
| \| Classement de l'étape \| Classement de l'étape \| Classement de l'étape \| Classement de l'étape \| Classement de l'étape \| \| Coureuse \| Coureuse \| Pays \| Équipe \| Temps \| \| --------------------- \| --------------------- \| --------------------- \| --------------------- \| --------------------- \| \| 1re \| Marianne Vos \| Pays-Bas \| CCC-Liv \| 3 h 52 min 24 s \| \| 2e \| Marta Bastianelli \| Italie \| Virtu Cycling Women \| + 0 s \| \| 3e \| Ilaria Sanguineti \| Italie \| Valcar Cylance \| + 0 s \| \| 4e \| Chloe Hosking \| Australie \| Alé Cipollini \| + 0 s \| \| 5e \| Alice Barnes \| Royaume-Uni \| Canyon-SRAM Racing \| + 0 s \| \| 6e \| Leah Kirchmann \| Canada \| Sunweb \| + 0 s \| \| 7e \| Coryn Rivera \| États-Unis \| Sunweb \| + 0 s \| \| 8e \| Silvia Persico \| Italie \| Valcar Cylance \| + 0 s \| \| 9e \| Lorena Wiebes \| Pays-Bas \| Parkhotel Valkenburg \| + 0 s \| \| 10e \| Christine Majerus \| Luxembourg \| Boels Dolmans \| + 0 s \| |                   |             |                      |                 |
| |                   |             |                      |                 |
| Source : ProCyclingStats |                   |             |                      |                 |
| Classement de l'étape |                   |             |                      |                 |
| Coureuse | Coureuse          | Pays        | Équipe               | Temps           |
| 1re | Marianne Vos      | Pays-Bas    | CCC-Liv              | 3 h 52 min 24 s |
| 2e | Marta Bastianelli | Italie      | Virtu Cycling Women  | + 0 s           |
| 3e | Ilaria Sanguineti | Italie      | Valcar Cylance       | + 0 s           |
| 4e | Chloe Hosking     | Australie   | Alé Cipollini        | + 0 s           |
| 5e | Alice Barnes      | Royaume-Uni | Canyon-SRAM Racing   | + 0 s           |
| 6e | Leah Kirchmann    | Canada      | Sunweb               | + 0 s           |
| 7e | Coryn Rivera      | États-Unis  | Sunweb               | + 0 s           |
| 8e | Silvia Persico    | Italie      | Valcar Cylance       | + 0 s           |
| 9e | Lorena Wiebes     | Pays-Bas    | Parkhotel Valkenburg | + 0 s           |
| 10e | Christine Majerus | Luxembourg  | Boels Dolmans        | + 0 s           |

## Classements finals

### Classement général final
| \| Classement général \| Classement général \| Classement général \| Classement général \| Classement général \| \| Coureuse \| Coureuse \| Pays \| Équipe \| Temps \| \| ------------------ \| -------------------- \| ------------------ \| -------------------- \| ------------------ \| \| 1re \| Marianne Vos \| Pays-Bas \| CCC-Liv \| 13 h 52 min 14 s \| \| 2e \| Coryn Rivera \| États-Unis \| Sunweb \| + 29 s \| \| 3e \| Leah Kirchmann \| Canada \| Sunweb \| + 41 s \| \| 4e \| Katarzyna Niewiadoma \| Pologne \| Canyon-SRAM Racing \| + 41 s \| \| 5e \| Lorena Wiebes \| Pays-Bas \| Parkhotel Valkenburg \| + 42 s \| \| 6e \| Floortje Mackaij \| Pays-Bas \| Sunweb \| + 45 s \| \| 7e \| Marta Bastianelli \| Italie \| Virtu Cycling Women \| + 52 s \| \| 8e \| Christine Majerus \| Luxembourg \| Boels Dolmans \| + 55 s \| \| 9e \| Riejanne Markus \| Pays-Bas \| CCC-Liv \| + 1 min 00 s \| \| 10e \| Hanna Nilsson \| Suède \| BTC City Ljubljana \| + 1 min 00 s \| |                      |            |                      |                  |
| |                      |            |                      |                  |
| Source : ProCyclingStats |                      |            |                      |                  |
| Classement général |                      |            |                      |                  |
| Coureuse | Coureuse             | Pays       | Équipe               | Temps            |
| 1re | Marianne Vos         | Pays-Bas   | CCC-Liv              | 13 h 52 min 14 s |
| 2e | Coryn Rivera         | États-Unis | Sunweb               | + 29 s           |
| 3e | Leah Kirchmann       | Canada     | Sunweb               | + 41 s           |
| 4e | Katarzyna Niewiadoma | Pologne    | Canyon-SRAM Racing   | + 41 s           |
| 5e | Lorena Wiebes        | Pays-Bas   | Parkhotel Valkenburg | + 42 s           |
| 6e | Floortje Mackaij     | Pays-Bas   | Sunweb               | + 45 s           |
| 7e | Marta Bastianelli    | Italie     | Virtu Cycling Women  | + 52 s           |
| 8e | Christine Majerus    | Luxembourg | Boels Dolmans        | + 55 s           |
| 9e | Riejanne Markus      | Pays-Bas   | CCC-Liv              | + 1 min 00 s     |
| 10e | Hanna Nilsson        | Suède      | BTC City Ljubljana   | + 1 min 00 s     |

### UCI World Tour

#### Points attribués
| Position                  | 1er | 2e  | 3e  | 4e  | 5e | 6e | 7e | 8e | 9e | 10e | 11e | 12e | 13e | 14e | 15e | 16e à 30e | 31e à 40e |  |  |  |
| Classement général        | 200 | 150 | 125 | 100 | 85 | 70 | 60 | 50 | 40 | 35  | 30  | 25  | 20  | 15  | 10  | 5         | 3         |  |  |  |
| Étapes et demi-étapes     | 25  | 20  | 18  | 16  | 14 | 12 | 10 | 8  | 6  | 4   |     |     |     |     |     |           |           |  |  |  |
| Port du maillot de leader | 5   |     |     |     |    |    |    |    |    |     |     |     |     |     |     |           |           |  |  |  |

### Classements annexes
| Classement par points | Classement par points | Classement par points | Classement par points | Classement par points |
| Coureuse              | Coureuse              | Pays                  | Équipe                | Points                |
| --------------------- | --------------------- | --------------------- | --------------------- | --------------------- |
| 1re                   | Emilie Moberg         | Norvège               | Virtu Cycling Women   | 22 pts                |
| 2e                    | Marianne Vos          | Pays-Bas              | CCC-Liv               | 16 pts                |
| 3e                    | Lisa Klein            | Allemagne             | Canyon-SRAM Racing    | 9 pts                 |
| 4e                    | Marta Bastianelli     | Italie                | Virtu Cycling Women   | 9 pts                 |
| 5e                    | Chloe Hosking         | Australie             | Alé Cipollini         | 9 pts                 |
| 6e                    | Lorena Wiebes         | Pays-Bas              | Parkhotel Valkenburg  | 7 pts                 |
| 7e                    | Alice Barnes          | Royaume-Uni           | Canyon-SRAM Racing    | 7 pts                 |
| 8e                    | Amalie Dideriksen     | Danemark              | Boels Dolmans         | 6 pts                 |
| 9e                    | Barbara Guarischi     | Italie                | Virtu Cycling Women   | 5 pts                 |
| 10e                   | Moniek Tenniglo       | Pays-Bas              | Mitchelton-Scott      | 4 pts                 |

| Classement par points | Classement par points | Classement par points | Classement par points | Classement par points |
| Coureuse              | Coureuse              | Pays                  | Équipe                | Points                |
| --------------------- | --------------------- | --------------------- | --------------------- | --------------------- |
| 1re                   | Emilie Moberg         | Norvège               | Virtu Cycling Women   | 22 pts                |
| 2e                    | Marianne Vos          | Pays-Bas              | CCC-Liv               | 16 pts                |
| 3e                    | Lisa Klein            | Allemagne             | Canyon-SRAM Racing    | 9 pts                 |
| 4e                    | Marta Bastianelli     | Italie                | Virtu Cycling Women   | 9 pts                 |
| 5e                    | Chloe Hosking         | Australie             | Alé Cipollini         | 9 pts                 |
| 6e                    | Lorena Wiebes         | Pays-Bas              | Parkhotel Valkenburg  | 7 pts                 |
| 7e                    | Alice Barnes          | Royaume-Uni           | Canyon-SRAM Racing    | 7 pts                 |
| 8e                    | Amalie Dideriksen     | Danemark              | Boels Dolmans         | 6 pts                 |
| 9e                    | Barbara Guarischi     | Italie                | Virtu Cycling Women   | 5 pts                 |
| 10e                   | Moniek Tenniglo       | Pays-Bas              | Mitchelton-Scott      | 4 pts                 |

| Classement de la montagne | Classement de la montagne | Classement de la montagne | Classement de la montagne | Classement de la montagne |
| Coureuse                  | Coureuse                  | Pays                      | Équipe                    | Points                    |
| ------------------------- | ------------------------- | ------------------------- | ------------------------- | ------------------------- |
| 1re                       | Soraya Paladin            | Italie                    | Alé Cipollini             | 19 pts                    |
| 2e                        | Lucy Kennedy              | Australie                 | Mitchelton-Scott          | 11 pts                    |
| 3e                        | Marianne Vos              | Pays-Bas                  | CCC-Liv                   | 9 pts                     |
| 4e                        | Coryn Rivera              | États-Unis                | Sunweb                    | 6 pts                     |
| 5e                        | Rossella Ratto            | Italie                    | BTC City Ljubljana        | 5 pts                     |
| 6e                        | Joscelin Lowden           | Royaume-Uni               | Drops                     | 4 pts                     |
| 7e                        | Diana Peñuela             | Colombie                  | Alé Cipollini             | 4 pts                     |
| 8e                        | Shannon Malseed           | Australie                 | Tibco-Silicon Valley Bank | 4 pts                     |
| 9e                        | Mavi García               | Espagne                   | Movistar Team             | 4 pts                     |
| 10e                       | Demi Vollering            | Pays-Bas                  | Parkhotel Valkenburg      | 4 pts                     |

| Classement de la montagne | Classement de la montagne | Classement de la montagne | Classement de la montagne | Classement de la montagne |
| Coureuse                  | Coureuse                  | Pays                      | Équipe                    | Points                    |
| ------------------------- | ------------------------- | ------------------------- | ------------------------- | ------------------------- |
| 1re                       | Soraya Paladin            | Italie                    | Alé Cipollini             | 19 pts                    |
| 2e                        | Lucy Kennedy              | Australie                 | Mitchelton-Scott          | 11 pts                    |
| 3e                        | Marianne Vos              | Pays-Bas                  | CCC-Liv                   | 9 pts                     |
| 4e                        | Coryn Rivera              | États-Unis                | Sunweb                    | 6 pts                     |
| 5e                        | Rossella Ratto            | Italie                    | BTC City Ljubljana        | 5 pts                     |
| 6e                        | Joscelin Lowden           | Royaume-Uni               | Drops                     | 4 pts                     |
| 7e                        | Diana Peñuela             | Colombie                  | Alé Cipollini             | 4 pts                     |
| 8e                        | Shannon Malseed           | Australie                 | Tibco-Silicon Valley Bank | 4 pts                     |
| 9e                        | Mavi García               | Espagne                   | Movistar Team             | 4 pts                     |
| 10e                       | Demi Vollering            | Pays-Bas                  | Parkhotel Valkenburg      | 4 pts                     |

| Classement du meilleur jeune | Classement du meilleur jeune | Classement du meilleur jeune | Classement du meilleur jeune | Classement du meilleur jeune |
| Coureuse                     | Coureuse                     | Pays                         | Équipe                       | Temps                        |
| ---------------------------- | ---------------------------- | ---------------------------- | ---------------------------- | ---------------------------- |
| 1re                          | Lorena Wiebes                | Pays-Bas                     | Parkhotel Valkenburg         | 13 h 52 min 56 s             |
| 2e                           | Juliette Labous              | France                       | Sunweb                       | + 27 s                       |
| 3e                           | Abby-Mae Parkinson           | Royaume-Uni                  | Drops                        | + 1 min 14 s                 |
| 4e                           | Marta Lach                   | Pologne                      | CCC-Liv                      | + 1 min 16 s                 |
| 5e                           | Anna Henderson               | Royaume-Uni                  | Tibco-Silicon Valley Bank    | + 1 min 33 s                 |
| 6e                           | Susanne Andersen             | Norvège                      | Sunweb                       | + 2 min 07 s                 |
| 7e                           | Franziska Koch               | Allemagne                    | Sunweb                       | + 3 min 07 s                 |
| 8e                           | Elizabeth Holden             | Royaume-Uni                  | Drops                        | + 4 min 25 s                 |
| 9e                           | Silvia Persico               | Italie                       | Valcar Cylance               | + 5 min 06 s                 |
| 10e                          | Alessia Vigilia              | Italie                       | Valcar Cylance               | + 11 min 15 s                |

| Classement du meilleur jeune | Classement du meilleur jeune | Classement du meilleur jeune | Classement du meilleur jeune | Classement du meilleur jeune |
| Coureuse                     | Coureuse                     | Pays                         | Équipe                       | Temps                        |
| ---------------------------- | ---------------------------- | ---------------------------- | ---------------------------- | ---------------------------- |
| 1re                          | Lorena Wiebes                | Pays-Bas                     | Parkhotel Valkenburg         | 13 h 52 min 56 s             |
| 2e                           | Juliette Labous              | France                       | Sunweb                       | + 27 s                       |
| 3e                           | Abby-Mae Parkinson           | Royaume-Uni                  | Drops                        | + 1 min 14 s                 |
| 4e                           | Marta Lach                   | Pologne                      | CCC-Liv                      | + 1 min 16 s                 |
| 5e                           | Anna Henderson               | Royaume-Uni                  | Tibco-Silicon Valley Bank    | + 1 min 33 s                 |
| 6e                           | Susanne Andersen             | Norvège                      | Sunweb                       | + 2 min 07 s                 |
| 7e                           | Franziska Koch               | Allemagne                    | Sunweb                       | + 3 min 07 s                 |
| 8e                           | Elizabeth Holden             | Royaume-Uni                  | Drops                        | + 4 min 25 s                 |
| 9e                           | Silvia Persico               | Italie                       | Valcar Cylance               | + 5 min 06 s                 |
| 10e                          | Alessia Vigilia              | Italie                       | Valcar Cylance               | + 11 min 15 s                |

| Classement par équipes | Classement par équipes             | Classement par équipes | Classement par équipes |
| Équipe                 | Équipe                             | Pays                   | Temps                  |
| ---------------------- | ---------------------------------- | ---------------------- | ---------------------- |
| 1re                    | Sunweb Women                       | Pays-Bas               | 41 h 38 min 43 s       |
| 2e                     | CCC-Liv                            | Pays-Bas               | + 24 s                 |
| 3e                     | Canyon-SRAM Racing                 | Allemagne              | + 2 min 24 s           |
| 4e                     | Boels Dolmans                      | Pays-Bas               | + 2 min 31 s           |
| 5e                     | Mitchelton-Scott                   | Australie              | + 3 min 20 s           |
| 6e                     | BTC City Ljubljana                 | Slovénie               | + 4 min 01 s           |
| 7e                     | Trek-Segafredo                     | États-Unis             | + 5 min 27 s           |
| 8e                     | Movistar Team                      | Espagne                | + 8 min 00 s           |
| 9e                     | Alé Cipollini                      | Italie                 | + 8 min 25 s           |
| 10e                    | FDJ-Nouvelle Aquitaine-Futuroscope | France                 | + 9 min 59 s           |

| Classement par équipes | Classement par équipes             | Classement par équipes | Classement par équipes |
| Équipe                 | Équipe                             | Pays                   | Temps                  |
| ---------------------- | ---------------------------------- | ---------------------- | ---------------------- |
| 1re                    | Sunweb Women                       | Pays-Bas               | 41 h 38 min 43 s       |
| 2e                     | CCC-Liv                            | Pays-Bas               | + 24 s                 |
| 3e                     | Canyon-SRAM Racing                 | Allemagne              | + 2 min 24 s           |
| 4e                     | Boels Dolmans                      | Pays-Bas               | + 2 min 31 s           |
| 5e                     | Mitchelton-Scott                   | Australie              | + 3 min 20 s           |
| 6e                     | BTC City Ljubljana                 | Slovénie               | + 4 min 01 s           |
| 7e                     | Trek-Segafredo                     | États-Unis             | + 5 min 27 s           |
| 8e                     | Movistar Team                      | Espagne                | + 8 min 00 s           |
| 9e                     | Alé Cipollini                      | Italie                 | + 8 min 25 s           |
| 10e                    | FDJ-Nouvelle Aquitaine-Futuroscope | France                 | + 9 min 59 s           |

## Évolution des classements
| Étape              |                    | Vainqueur _   | Classement général | Classement par points | Meilleure grimpeuse | Meilleure jeune | Meilleure équipe _ | Nationalité _    |
| ------------------ | ------------------ | ------------- | ------------------ | --------------------- | ------------------- | --------------- | ------------------ | ---------------- |
| 1re étape          | étape de plaine    | Lorena Wiebes | Lorena Wiebes      | Lorena Wiebes         | Soraya Paladin      | Lorena Wiebes   | Sunweb Women       | Susanne Andersen |
| 2e étape           | étape vallonnée    | Marianne Vos  | Marianne Vos       | Emilie Moberg         | Soraya Paladin      | Lorena Wiebes   | Sunweb Women       | Susanne Andersen |
| 3e étape           | étape de plaine    | Marianne Vos  | Marianne Vos       | Emilie Moberg         | Soraya Paladin      | Lorena Wiebes   | Sunweb Women       | Susanne Andersen |
| 4e étape           | étape de plaine    | Marianne Vos  | Marianne Vos       | Emilie Moberg         | Soraya Paladin      | Lorena Wiebes   | Sunweb Women       | Susanne Andersen |
| Classements finals | Classements finals |               | Marianne Vos       | Emilie Moberg         | Soraya Paladin      | Lorena Wiebes   | Sunweb Women       | Susanne Andersen |

## Liste des participantes
| Légende                             | Légende                                                                                                  | Légende                                | Légende                                                                                         |
| ----------------------------------- | --- | -------------------------------------- | ----------------------------------------------------------------------------------------------- |
| Num                                 | Dossard de départ porté par le coureur sur cette Tour de Norvège féminin                                 | Pos                                    | Position finale au classement général                                                           |
| Leader du classement général        | Indique le vainqueur du classement général                                                               | Leader du classement par points        | Indique le vainqueur du classement par points                                                   |
| Leader du classement de la montagne | Indique le vainqueur du classement de la montagne                                                        | Leader du classement du meilleur jeune | Indique le vainqueur du classement du meilleur jeune                                            |
|                                     | Indique un maillot de champion national ou mondial, suivi de sa spécialité                               | #                                      | Indique la meilleure équipe                                                                     |
| NP                                  | Indique un coureur qui n'a pas pris le départ d'une étape, suivi du numéro de l'étape où il s'est retiré | AB                                     | Indique un coureur qui n'a pas terminé une étape, suivi du numéro de l'étape où il s'est retiré |
| HD                                  | Indique un coureur qui a terminé une étape hors des délais, suivi du numéro de l'étape                   | DSQ                                    | Indique un coureur qui a été disqualifié de la course, suivi du numéro de l'étape               |
| *                                   | Indique un coureur en lice pour le classement du meilleur jeune (coureurs nés après le )                 |                                        |                                                                                                 |

| CCC-Liv CCC                           | CCC-Liv CCC                    | CCC-Liv CCC |
| ------------------------------------- | ------------------------------ | ----------- |
| Num                                   | Coureuse                       | Pos         |
| 1                                     | Marianne Vos (NED)             | 1re         |
| 2                                     | Jeanne Korevaar (NED)          | 33e         |
| 3                                     | Marta Lach (POL)               | 20e         |
| 4                                     | Riejanne Markus (NED)          | 9e          |
| 5                                     | Agnieszka Skalniak-Sójka (POL) | 59e         |
| 6                                     | Valerie Demey (BEL)            | 26e         |
| Directeur sportif : Jeroen Blijlevens |                                |             |

| Hitec Products-Birk Sport HPU           | Hitec Products-Birk Sport HPU | Hitec Products-Birk Sport HPU |
| --------------------------------------- | ----------------------------- | ----------------------------- |
| Num                                     | Coureuse                      | Pos                           |
| 11                                      | Ingvild Gåskjenn (NOR)        | AB-3                          |
| 12                                      | Vita Heine (NOR)              | 29e                           |
| 13                                      | Ingrid Lorvik (NOR)           | 71e                           |
| 14                                      | Amalie Lutro (NOR)            | AB-4                          |
| 15                                      | Julie Meyer Solvang (NOR)     | 74e                           |
| 16                                      | Marta Tagliaferro (ITA)       | AB-1                          |
| Directeur sportif : Tone Hatteland Lima |                               |                               |

| Norvège NOR                            | Norvège NOR            | Norvège NOR |
| -------------------------------------- | ---------------------- | ----------- |
| Num                                    | Coureuse               | Pos         |
| 21                                     | Martine Fon            | NP-1        |
| 22                                     | Vibeke Lystad          | 47e         |
| 23                                     | Emelie Utvik           | NP-4        |
| 24                                     | Mie Bjørndal Ottestad  | 73e         |
| 25                                     | Birgitte Ravndal       | 61e         |
| 26                                     | Hedda Skogesal Samsing | AB-2        |
| Directeur sportif : Carl Erik Pedersen |                        |             |

| Virtu Cycling Women TVC          | Virtu Cycling Women TVC  | Virtu Cycling Women TVC |
| -------------------------------- | ------------------------ | ----------------------- |
| Num                              | Coureuse                 | Pos                     |
| 31                               | Katrine Aalerud (NOR)    | 52e                     |
| 32                               | Marta Bastianelli (ITA)  | 7e                      |
| 33                               | Barbara Guarischi (ITA)  | 54e                     |
| 34                               | Louise Norman Hansen     | 83e                     |
| 35                               | Christina Siggaard (DEN) | AB-4                    |
| 36                               | Emilie Moberg (NOR)      | 66e                     |
| Directeur sportif : Carmen Small |                          |                         |

| FDJ-Nouvelle Aquitaine-Futuroscope FDJ | FDJ-Nouvelle Aquitaine-Futuroscope FDJ | FDJ-Nouvelle Aquitaine-Futuroscope FDJ |
| -------------------------------------- | -------------------------------------- | -------------------------------------- |
| Num                                    | Coureuse                               | Pos                                    |
| 41                                     | Stine Borgli (NOR)                     | 31e                                    |
| 42                                     | Charlotte Becker (GER)                 | 46e                                    |
| 43                                     | Eugénie Duval (FRA)                    | 11e                                    |
| 44                                     | Victorie Guilman (FRA)                 | 72e                                    |
| 45                                     | Lauren Kitchen (AUS)                   | NP-3                                   |
| 46                                     | Greta Richioud (FRA)                   | 42e                                    |
| Directeur sportif : Nicolas Maire      |                                        |                                        |

| Sunweb SUN                          | Sunweb SUN             | Sunweb SUN |
| ----------------------------------- | ---------------------- | ---------- |
| Num                                 | Coureuse               | Pos        |
| 51                                  | Susanne Andersen (NOR) | 27e        |
| 52                                  | Leah Kirchmann (CAN)   | 3e         |
| 53                                  | Franziska Koch (GER)   | 30e        |
| 54                                  | Juliette Labous (FRA)  | 15e        |
| 55                                  | Floortje Mackaij (NED) | 6e         |
| 56                                  | Coryn Rivera (USA)     | 2e         |
| Directeur sportif : Hans Timmermans |                        |            |

| Boels Dolmans DLT                       | Boels Dolmans DLT       | Boels Dolmans DLT |
| --------------------------------------- | ----------------------- | ----------------- |
| Num                                     | Coureuse                | Pos               |
| 61                                      | Eva Buurman (NED)       | 40e               |
| 62                                      | Karol-Ann Canuel (CAN)  | 39e               |
| 63                                      | Amalie Dideriksen (DEN) | 21e               |
| 64                                      | Christine Majerus (LUX) | 8e                |
| 65                                      | Skylar Schneider (USA)  | 69e               |
| 66                                      | Jip van den Bos (NED)   | 48e               |
| Directeur sportif : Richard Groenendaal |                         |                   |

| Mitchelton-Scott MTS              | Mitchelton-Scott MTS  | Mitchelton-Scott MTS |
| --------------------------------- | --------------------- | -------------------- |
| Num                               | Coureuse              | Pos                  |
| 71                                | Jessica Allen (AUS)   | 82e                  |
| 72                                | Grace Brown (AUS)     | AB-4                 |
| 73                                | Lucy Kennedy (AUS)    | 45e                  |
| 74                                | Alexandra Manly (AUS) | 62e                  |
| 75                                | Sarah Roy (AUS)       | 28e                  |
| 76                                | Moniek Tenniglo (NED) | 16e                  |
| Directeur sportif : Martin Vestby |                       |                      |

| Alé Cipollini ALE                        | Alé Cipollini ALE      | Alé Cipollini ALE |
| ---------------------------------------- | ---------------------- | ----------------- |
| Num                                      | Coureuse               | Pos               |
| 81                                       | Chloe Hosking (AUS)    | 13e               |
| 82                                       | Romy Kasper (GER)      | 25e               |
| 83                                       | Soraya Paladin (ITA)   | 43e               |
| 84                                       | Diana Peñuela (COL)    | 77e               |
| 85                                       | Karlijn Swinkels (NED) | NP-3              |
| 86                                       | Eri Yonamine (JPN)     | 67e               |
| Directeur sportif : Fortunato Lacquaniti |                        |                   |

| Canyon-SRAM Racing CSR          | Canyon-SRAM Racing CSR     | Canyon-SRAM Racing CSR |
| ------------------------------- | -------------------------- | ---------------------- |
| Num                             | Coureuse                   | Pos                    |
| 91                              | Alena Amialiusik (BLR)     | 44e                    |
| 92                              | Alice Barnes (GBR)         | 51e                    |
| 93                              | Elena Cecchini (ITA)       | 41e                    |
| 94                              | Lisa Klein (GER)           | 18e                    |
| 95                              | Katarzyna Niewiadoma (POL) | 4e                     |
| 96                              | Hannah Barnes (GBR)        | 63e                    |
| Directeur sportif : Beth Duryea |                            |                        |

| Movistar Team MOV              | Movistar Team MOV      | Movistar Team MOV |
| ------------------------------ | ---------------------- | ----------------- |
| Num                            | Coureuse               | Pos               |
| 101                            | Aude Biannic (FRA)     | NP-4              |
| 102                            | Alicia González (ESP)  | 79e               |
| 103                            | Mavi García (ESP)      | 38e               |
| 104                            | Sheyla Gutiérrez (ESP) | 23e               |
| 105                            | Paula Patiño (COL)     | 58e               |
| 106                            | Lourdes Oyarbide (ESP) | AB-4              |
| Directeur sportif : Jorge Sanz |                        |                   |

| Parkhotel Valkenburg PHV        | Parkhotel Valkenburg PHV | Parkhotel Valkenburg PHV |
| ------------------------------- | ------------------------ | ------------------------ |
| Num                             | Coureuse                 | Pos                      |
| 111                             | Nina Buysman (NED)       | 56e                      |
| 112                             | Roxane Knetemann (NED)   | 70e                      |
| 113                             | Femke Markus (NED)       | 64e                      |
| 114                             | Marit Raaijmakers (NED)  | 75e                      |
| 115                             | Demi Vollering (NED)     | 60e                      |
| 116                             | Lorena Wiebes (NED)      | 5e                       |
| Directeur sportif : Raymond Rol |                          |                          |

| Tibco-Silicon Valley Bank TIB   | Tibco-Silicon Valley Bank TIB | Tibco-Silicon Valley Bank TIB |
| ------------------------------- | ----------------------------- | ----------------------------- |
| Num                             | Coureuse                      | Pos                           |
| 121                             | Anna Henderson (GBR)          | 22e                           |
| 122                             | Alison Jackson (CAN)          | NP-1                          |
| 123                             | Rebecca Durrell (GBR)         | 86e                           |
| 124                             | Sharlotte Lucas (NZL)         | HD-1                          |
| 125                             | Shannon Malseed (AUS)         | 85e                           |
| Directeur sportif : Rachel Heal |                               |                               |

| Trek-Segafredo TFS                   | Trek-Segafredo TFS        | Trek-Segafredo TFS |
| ------------------------------------ | ------------------------- | ------------------ |
| Num                                  | Coureuse                  | Pos                |
| 131                                  | Audrey Cordon-Ragot (FRA) | 17e                |
| 132                                  | Lauretta Hanson (AUS)     | AB-4               |
| 133                                  | Letizia Paternoster (ITA) | AB-4               |
| 134                                  | Anna Plichta (POL)        | 87e                |
| 135                                  | Tayler Wiles (USA)        | 53e                |
| 136                                  | Ruth Edwards (USA)        | 12e                |
| Directeur sportif : Giorgia Bronzini |                           |                    |

| Valcar Cylance VAL                     | Valcar Cylance VAL      | Valcar Cylance VAL |
| -------------------------------------- | ----------------------- | ------------------ |
| Num                                    | Coureuse                | Pos                |
| 141                                    | Dalia Muccioli (ITA)    | 68e                |
| 142                                    | Silvia Persico (ITA)    | 37e                |
| 143                                    | Elena Pirrone (ITA)     | AB-4               |
| 144                                    | Silvia Pollicini (ITA)  | 81e                |
| 145                                    | Ilaria Sanguineti (ITA) | 24e                |
| 146                                    | Alessia Vigilia (ITA)   | 55e                |
| Directeur sportif : Enrico Campolunghi |                         |                    |

| BTC City Ljubljana BTC           | BTC City Ljubljana BTC   | BTC City Ljubljana BTC |
| -------------------------------- | ------------------------ | ---------------------- |
| Num                              | Coureuse                 | Pos                    |
| 151                              | Eugenia Bujak (SLO)      | 14e                    |
| 152                              | Anastasia Chursina (RUS) | 32e                    |
| 153                              | Hanna Nilsson (SWE)      | 10e                    |
| 154                              | Urša Pintar (SLO)        | 49e                    |
| 155                              | Rossella Ratto (ITA)     | 35e                    |
| 156                              | Hayley Simmonds (GBR)    | AB-4                   |
| Directeur sportif : Gorazd Penko |                          |                        |

| Drops DRP                      | Drops DRP                | Drops DRP |
| ------------------------------ | ------------------------ | --------- |
| Num                            | Coureuse                 | Pos       |
| 161                            | Anna Christian (GBR)     | 76e       |
| 162                            | Elizabeth Holden (GBR)   | 34e       |
| 163                            | Manon Lloyd (GBR)        | 78e       |
| 164                            | Joscelin Lowden (GBR)    | 36e       |
| 165                            | Abby-Mae Parkinson (GBR) | 19e       |
| 166                            | Natalie Redmond (AUS)    | 88e       |
| Directeur sportif : Bob Varney |                          |           |

| Rally Cycling RLW                      | Rally Cycling RLW     | Rally Cycling RLW |
| -------------------------------------- | --------------------- | ----------------- |
| Num                                    | Coureuse              | Pos               |
| 172                                    | Sara Bergen (CAN)     | AB-1              |
| 173                                    | Gillian Ellsay (CAN)  | 80e               |
| 174                                    | Heidi Franz (USA)     | 65e               |
| 175                                    | Katherine Maine (CAN) | AB-4              |
| 176                                    | Summer Moak (USA)     | AB-1              |
| Directeur sportif : Joanne Kiesanowski |                       |                   |

| Doltcini-Van Eyck Sport DVE     | Doltcini-Van Eyck Sport DVE | Doltcini-Van Eyck Sport DVE |
| ------------------------------- | --------------------------- | --------------------------- |
| Num                             | Coureuse                    | Pos                         |
| 181                             | Mieke Docx (BEL)            | AB-4                        |
| 182                             | Séverine Eraud (FRA)        | 50e                         |
| 184                             | Bryony van Velzen (NED)     | AB-2                        |
| 185                             | Saartje Vandenbroucke (BEL) | AB-3                        |
| 186                             | Jesse Vandenbulcke (BEL)    | 57e                         |
| Directeur sportif : Marc Bracke |                             |                             |

| Bepink BPK                        | Bepink BPK              | Bepink BPK |
| --------------------------------- | ----------------------- | ---------- |
| Num                               | Coureuse                | Pos        |
| 192                               | Silvia Magri (ITA)      | AB-4       |
| 193                               | Francesca Pattaro (ITA) | AB-4       |
| 194                               | Nicole Steigenga (NED)  | NP-4       |
| 195                               | Melissa van Neck (CZE)  | 84e        |
| 196                               | Silvia Zanardi (ITA)    | HD-1       |
| Directeur sportif : Sigrid Corneo |                         |            |

| CCC-Liv CCC                           | CCC-Liv CCC                    | CCC-Liv CCC |
| ------------------------------------- | ------------------------------ | ----------- |
| Num                                   | Coureuse                       | Pos         |
| 1                                     | Marianne Vos (NED)             | 1re         |
| 2                                     | Jeanne Korevaar (NED)          | 33e         |
| 3                                     | Marta Lach (POL)               | 20e         |
| 4                                     | Riejanne Markus (NED)          | 9e          |
| 5                                     | Agnieszka Skalniak-Sójka (POL) | 59e         |
| 6                                     | Valerie Demey (BEL)            | 26e         |
| Directeur sportif : Jeroen Blijlevens |                                |             |

| Hitec Products-Birk Sport HPU           | Hitec Products-Birk Sport HPU | Hitec Products-Birk Sport HPU |
| --------------------------------------- | ----------------------------- | ----------------------------- |
| Num                                     | Coureuse                      | Pos                           |
| 11                                      | Ingvild Gåskjenn (NOR)        | AB-3                          |
| 12                                      | Vita Heine (NOR)              | 29e                           |
| 13                                      | Ingrid Lorvik (NOR)           | 71e                           |
| 14                                      | Amalie Lutro (NOR)            | AB-4                          |
| 15                                      | Julie Meyer Solvang (NOR)     | 74e                           |
| 16                                      | Marta Tagliaferro (ITA)       | AB-1                          |
| Directeur sportif : Tone Hatteland Lima |                               |                               |

| Norvège NOR                            | Norvège NOR            | Norvège NOR |
| -------------------------------------- | ---------------------- | ----------- |
| Num                                    | Coureuse               | Pos         |
| 21                                     | Martine Fon            | NP-1        |
| 22                                     | Vibeke Lystad          | 47e         |
| 23                                     | Emelie Utvik           | NP-4        |
| 24                                     | Mie Bjørndal Ottestad  | 73e         |
| 25                                     | Birgitte Ravndal       | 61e         |
| 26                                     | Hedda Skogesal Samsing | AB-2        |
| Directeur sportif : Carl Erik Pedersen |                        |             |

| Virtu Cycling Women TVC          | Virtu Cycling Women TVC  | Virtu Cycling Women TVC |
| -------------------------------- | ------------------------ | ----------------------- |
| Num                              | Coureuse                 | Pos                     |
| 31                               | Katrine Aalerud (NOR)    | 52e                     |
| 32                               | Marta Bastianelli (ITA)  | 7e                      |
| 33                               | Barbara Guarischi (ITA)  | 54e                     |
| 34                               | Louise Norman Hansen     | 83e                     |
| 35                               | Christina Siggaard (DEN) | AB-4                    |
| 36                               | Emilie Moberg (NOR)      | 66e                     |
| Directeur sportif : Carmen Small |                          |                         |

| FDJ-Nouvelle Aquitaine-Futuroscope FDJ | FDJ-Nouvelle Aquitaine-Futuroscope FDJ | FDJ-Nouvelle Aquitaine-Futuroscope FDJ |
| -------------------------------------- | -------------------------------------- | -------------------------------------- |
| Num                                    | Coureuse                               | Pos                                    |
| 41                                     | Stine Borgli (NOR)                     | 31e                                    |
| 42                                     | Charlotte Becker (GER)                 | 46e                                    |
| 43                                     | Eugénie Duval (FRA)                    | 11e                                    |
| 44                                     | Victorie Guilman (FRA)                 | 72e                                    |
| 45                                     | Lauren Kitchen (AUS)                   | NP-3                                   |
| 46                                     | Greta Richioud (FRA)                   | 42e                                    |
| Directeur sportif : Nicolas Maire      |                                        |                                        |

| Sunweb SUN                          | Sunweb SUN             | Sunweb SUN |
| ----------------------------------- | ---------------------- | ---------- |
| Num                                 | Coureuse               | Pos        |
| 51                                  | Susanne Andersen (NOR) | 27e        |
| 52                                  | Leah Kirchmann (CAN)   | 3e         |
| 53                                  | Franziska Koch (GER)   | 30e        |
| 54                                  | Juliette Labous (FRA)  | 15e        |
| 55                                  | Floortje Mackaij (NED) | 6e         |
| 56                                  | Coryn Rivera (USA)     | 2e         |
| Directeur sportif : Hans Timmermans |                        |            |

| Boels Dolmans DLT                       | Boels Dolmans DLT       | Boels Dolmans DLT |
| --------------------------------------- | ----------------------- | ----------------- |
| Num                                     | Coureuse                | Pos               |
| 61                                      | Eva Buurman (NED)       | 40e               |
| 62                                      | Karol-Ann Canuel (CAN)  | 39e               |
| 63                                      | Amalie Dideriksen (DEN) | 21e               |
| 64                                      | Christine Majerus (LUX) | 8e                |
| 65                                      | Skylar Schneider (USA)  | 69e               |
| 66                                      | Jip van den Bos (NED)   | 48e               |
| Directeur sportif : Richard Groenendaal |                         |                   |

| Mitchelton-Scott MTS              | Mitchelton-Scott MTS  | Mitchelton-Scott MTS |
| --------------------------------- | --------------------- | -------------------- |
| Num                               | Coureuse              | Pos                  |
| 71                                | Jessica Allen (AUS)   | 82e                  |
| 72                                | Grace Brown (AUS)     | AB-4                 |
| 73                                | Lucy Kennedy (AUS)    | 45e                  |
| 74                                | Alexandra Manly (AUS) | 62e                  |
| 75                                | Sarah Roy (AUS)       | 28e                  |
| 76                                | Moniek Tenniglo (NED) | 16e                  |
| Directeur sportif : Martin Vestby |                       |                      |

| Alé Cipollini ALE                        | Alé Cipollini ALE      | Alé Cipollini ALE |
| ---------------------------------------- | ---------------------- | ----------------- |
| Num                                      | Coureuse               | Pos               |
| 81                                       | Chloe Hosking (AUS)    | 13e               |
| 82                                       | Romy Kasper (GER)      | 25e               |
| 83                                       | Soraya Paladin (ITA)   | 43e               |
| 84                                       | Diana Peñuela (COL)    | 77e               |
| 85                                       | Karlijn Swinkels (NED) | NP-3              |
| 86                                       | Eri Yonamine (JPN)     | 67e               |
| Directeur sportif : Fortunato Lacquaniti |                        |                   |

| Canyon-SRAM Racing CSR          | Canyon-SRAM Racing CSR     | Canyon-SRAM Racing CSR |
| ------------------------------- | -------------------------- | ---------------------- |
| Num                             | Coureuse                   | Pos                    |
| 91                              | Alena Amialiusik (BLR)     | 44e                    |
| 92                              | Alice Barnes (GBR)         | 51e                    |
| 93                              | Elena Cecchini (ITA)       | 41e                    |
| 94                              | Lisa Klein (GER)           | 18e                    |
| 95                              | Katarzyna Niewiadoma (POL) | 4e                     |
| 96                              | Hannah Barnes (GBR)        | 63e                    |
| Directeur sportif : Beth Duryea |                            |                        |

| Movistar Team MOV              | Movistar Team MOV      | Movistar Team MOV |
| ------------------------------ | ---------------------- | ----------------- |
| Num                            | Coureuse               | Pos               |
| 101                            | Aude Biannic (FRA)     | NP-4              |
| 102                            | Alicia González (ESP)  | 79e               |
| 103                            | Mavi García (ESP)      | 38e               |
| 104                            | Sheyla Gutiérrez (ESP) | 23e               |
| 105                            | Paula Patiño (COL)     | 58e               |
| 106                            | Lourdes Oyarbide (ESP) | AB-4              |
| Directeur sportif : Jorge Sanz |                        |                   |

| Parkhotel Valkenburg PHV        | Parkhotel Valkenburg PHV | Parkhotel Valkenburg PHV |
| ------------------------------- | ------------------------ | ------------------------ |
| Num                             | Coureuse                 | Pos                      |
| 111                             | Nina Buysman (NED)       | 56e                      |
| 112                             | Roxane Knetemann (NED)   | 70e                      |
| 113                             | Femke Markus (NED)       | 64e                      |
| 114                             | Marit Raaijmakers (NED)  | 75e                      |
| 115                             | Demi Vollering (NED)     | 60e                      |
| 116                             | Lorena Wiebes (NED)      | 5e                       |
| Directeur sportif : Raymond Rol |                          |                          |

| Tibco-Silicon Valley Bank TIB   | Tibco-Silicon Valley Bank TIB | Tibco-Silicon Valley Bank TIB |
| ------------------------------- | ----------------------------- | ----------------------------- |
| Num                             | Coureuse                      | Pos                           |
| 121                             | Anna Henderson (GBR)          | 22e                           |
| 122                             | Alison Jackson (CAN)          | NP-1                          |
| 123                             | Rebecca Durrell (GBR)         | 86e                           |
| 124                             | Sharlotte Lucas (NZL)         | HD-1                          |
| 125                             | Shannon Malseed (AUS)         | 85e                           |
| Directeur sportif : Rachel Heal |                               |                               |

| Trek-Segafredo TFS                   | Trek-Segafredo TFS        | Trek-Segafredo TFS |
| ------------------------------------ | ------------------------- | ------------------ |
| Num                                  | Coureuse                  | Pos                |
| 131                                  | Audrey Cordon-Ragot (FRA) | 17e                |
| 132                                  | Lauretta Hanson (AUS)     | AB-4               |
| 133                                  | Letizia Paternoster (ITA) | AB-4               |
| 134                                  | Anna Plichta (POL)        | 87e                |
| 135                                  | Tayler Wiles (USA)        | 53e                |
| 136                                  | Ruth Edwards (USA)        | 12e                |
| Directeur sportif : Giorgia Bronzini |                           |                    |

| Valcar Cylance VAL                     | Valcar Cylance VAL      | Valcar Cylance VAL |
| -------------------------------------- | ----------------------- | ------------------ |
| Num                                    | Coureuse                | Pos                |
| 141                                    | Dalia Muccioli (ITA)    | 68e                |
| 142                                    | Silvia Persico (ITA)    | 37e                |
| 143                                    | Elena Pirrone (ITA)     | AB-4               |
| 144                                    | Silvia Pollicini (ITA)  | 81e                |
| 145                                    | Ilaria Sanguineti (ITA) | 24e                |
| 146                                    | Alessia Vigilia (ITA)   | 55e                |
| Directeur sportif : Enrico Campolunghi |                         |                    |

| BTC City Ljubljana BTC           | BTC City Ljubljana BTC   | BTC City Ljubljana BTC |
| -------------------------------- | ------------------------ | ---------------------- |
| Num                              | Coureuse                 | Pos                    |
| 151                              | Eugenia Bujak (SLO)      | 14e                    |
| 152                              | Anastasia Chursina (RUS) | 32e                    |
| 153                              | Hanna Nilsson (SWE)      | 10e                    |
| 154                              | Urša Pintar (SLO)        | 49e                    |
| 155                              | Rossella Ratto (ITA)     | 35e                    |
| 156                              | Hayley Simmonds (GBR)    | AB-4                   |
| Directeur sportif : Gorazd Penko |                          |                        |

| Drops DRP                      | Drops DRP                | Drops DRP |
| ------------------------------ | ------------------------ | --------- |
| Num                            | Coureuse                 | Pos       |
| 161                            | Anna Christian (GBR)     | 76e       |
| 162                            | Elizabeth Holden (GBR)   | 34e       |
| 163                            | Manon Lloyd (GBR)        | 78e       |
| 164                            | Joscelin Lowden (GBR)    | 36e       |
| 165                            | Abby-Mae Parkinson (GBR) | 19e       |
| 166                            | Natalie Redmond (AUS)    | 88e       |
| Directeur sportif : Bob Varney |                          |           |

| Rally Cycling RLW                      | Rally Cycling RLW     | Rally Cycling RLW |
| -------------------------------------- | --------------------- | ----------------- |
| Num                                    | Coureuse              | Pos               |
| 172                                    | Sara Bergen (CAN)     | AB-1              |
| 173                                    | Gillian Ellsay (CAN)  | 80e               |
| 174                                    | Heidi Franz (USA)     | 65e               |
| 175                                    | Katherine Maine (CAN) | AB-4              |
| 176                                    | Summer Moak (USA)     | AB-1              |
| Directeur sportif : Joanne Kiesanowski |                       |                   |

| Doltcini-Van Eyck Sport DVE     | Doltcini-Van Eyck Sport DVE | Doltcini-Van Eyck Sport DVE |
| ------------------------------- | --------------------------- | --------------------------- |
| Num                             | Coureuse                    | Pos                         |
| 181                             | Mieke Docx (BEL)            | AB-4                        |
| 182                             | Séverine Eraud (FRA)        | 50e                         |
| 184                             | Bryony van Velzen (NED)     | AB-2                        |
| 185                             | Saartje Vandenbroucke (BEL) | AB-3                        |
| 186                             | Jesse Vandenbulcke (BEL)    | 57e                         |
| Directeur sportif : Marc Bracke |                             |                             |

| Bepink BPK                        | Bepink BPK              | Bepink BPK |
| --------------------------------- | ----------------------- | ---------- |
| Num                               | Coureuse                | Pos        |
| 192                               | Silvia Magri (ITA)      | AB-4       |
| 193                               | Francesca Pattaro (ITA) | AB-4       |
| 194                               | Nicole Steigenga (NED)  | NP-4       |
| 195                               | Melissa van Neck (CZE)  | 84e        |
| 196                               | Silvia Zanardi (ITA)    | HD-1       |
| Directeur sportif : Sigrid Corneo |                         |            |